# Novara di Sicilia
Novara di Sicilia es un municipio italiano situado en la Ciudad Metropolitana de Mesina, en Sicilia. Tiene una población estimada, a fines de octubre de 2023, de 1148 habitantes.
La localidad está afiliada a la asociación "Los pueblos más bellos de Italia".

## Evolución demográfica
| Gráfica de evolución demográfica de Novara di Sicilia entre 1861 y 2023 |
|                                                                         |
| Fuente: ISTAT - Elaboración gráfica por parte de Wikipedia              |